# Infor
Infor, anche Infor Global Solutions, è una società multinazionale di software aziendale, con sede a New York, Stati Uniti. Infor si concentra sulle applicazioni aziendali per le organizzazioni fornite tramite il cloud computing come servizio. Originariamente focalizzata sul software che va dai sistemi finanziari e la pianificazione delle risorse aziendali (ERP) alla catena di distribuzione e alla gestione delle relazioni con i clienti, nel 2010 Infor ha iniziato a concentrarsi su software in settori più specifici. Infor distribuisce le sue applicazioni cloud tramite Amazon Web Services e varie piattaforme software open source.
Infor ha acquisito oltre quaranta altre società di software dalla sua fondazione nel 2002. Infor aveva circa 58 milioni di utenti cloud a luglio 2016 e circa 90.000 clienti aziendali in totale. Infor è attiva in 200 paesi e territori con circa 17.300 dipendenti.
L'azienda in Italia opera sia direttamente, che attraverso aziende partner. Dal 2011, Infor è sponsor tecnico della Scuderia Ferrari di Formula 1.

## Storia aziendale
La società è stata fondata nel 2002 con il nome di Agilisys a Malvern (Pennsylvania). A febbraio 2004, la sede di Agilisys venne trasferita ad Alpharetta, nell'area metropolitana di Atlanta. Agilisys acquistò nello stesso anno la società tedesca Infor Business Solutions, con sede a Friedrichsthal. Dopo questa acquisizione, Agilisys cambiò il proprio nome a Infor Global Solutions.. L'azienda negli anni seguenti continuò ad espandersi attraverso una serie di acquisizioni. Nel 2013 il trasferimento della sede a New York. Tra i prodotti di punta l'ERP LN (erede del software olandese Baan, tra i primi sul mercato), M3 , il prodotto Lawson.
L'11 agosto 2015, Infor ha annunciato l'imminente acquisizione di GT Nexus per 675 milioni di dollari. All'epoca, GT Nexus era la più grande piattaforma di commercio globale basata su cloud, con $ 100 miliardi di scambi di beni diretti condotti ogni anno attraverso la sua rete.

### Koch Industries
Nel febbraio 2017, Koch Equity Development LLC ha investito $ 2,68 miliardi in Infor, per una quota di partecipazione del 66,67% nella società. Infor aveva un valore di $ 10 miliardi e ha $ 6 miliardi di debito, la maggior parte dei quali scambiati in borsa. Nel febbraio 2020, Koch Equity Development LLC ha acquistato la totalità del capitale di Infor, acquistando il capitale rimanente di Golden Gate Capital. Infor ha un valore di $ 11 miliardi.